# Cuisine à l'azote
La cuisine à l'azote est un avatar de la gastronomie moléculaire.
Il est pourtant difficile de parler d'une véritable cuisine élaborée à l'azote liquide, car beaucoup de questions restent posées sur son utilisation et sur la façon de l'introduire dans les différentes préparations culinaires froides ou chaudes.
Une réponse semble être proposée par Hervé This, physico-chimiste français, chercheur à l'Institut national de la recherche agronomique. Il décline quatre expérimentations :
1. la meringue glacée
2. la crème glacée
3. les billes de coulis, liqueurs glacées
4. les poudres de légume, de viande, de poisson... à l'azote
5. les cocktails à l'azote liquide ou cocktails à -196º

Cependant il faut rester prudent avec ce genre de recettes et surtout bien attendre que la préparation ait eu le temps de "réchauffer" avant de déguster.
La cuisine à l'azote nécessite des précautions d'emploi en raison des brûlures qui peuvent advenir.